# Miss Venezuela 2014
Miss Venezuela 2014 è la 62ª edizione del Concorso di bellezza Miss Venezuela, svoltosi presso lo Studio 1 di Venevisión, il 9 ottobre 2014. La vincitrice Mariana Jiménez con la fascia dello Stato Guárico ha dedicato la sua corona alla modella e attrice Venezuelana Mónica Spear, assassinata nel corso di una rapina il 6 gennaio dello stesso anno a Puerto Cabello. 

## Risultati finali
| Risultato                    | Candidata |
| ---------------------------- | --- |
| Miss Venezuela 2014          | - Guárico - Mariana Jiménez |
| Miss Venezuela Internacional | - Anzoátegui - Edymar Martínez                                                                                                  |
| Miss Venezuela Terra         | - Amazonas - Maira Alexandra Rodríguez                                                                                          |
| Prima Finalista              | - Distretto Capitale - Lorena Santos                                                                                            |
| Seconda Finalista            | - Zulia - Erika Pinto |
| TOP 10                       | - Apure - Skarliz Coa - Barinas - Stefany Merlín - Cojedes - Isabella Arriaga - Falcón- Jennifer Saá - Trujillo - Débora Medina |